# Cebus aequatorialis
Cebus aequatorialis  (лат.) — вид приматов семейства цепкохвостых обезьян, обитающих в Южной Америке.

## Классификация
Ранее считался подвидом белолобого капуцина. В 2013 году был поднят до ранга вида.

## Распространение
Населяет тропические леса Эквадора и Перу.

## Статус популяции
Международный союз охраны природы присвоил этому виду охранный статус «В критическом положении».